# Lithophane hepatica
Lithophane hepatica là một loài bướm đêm trong họ Noctuidae.

## Hình ảnh

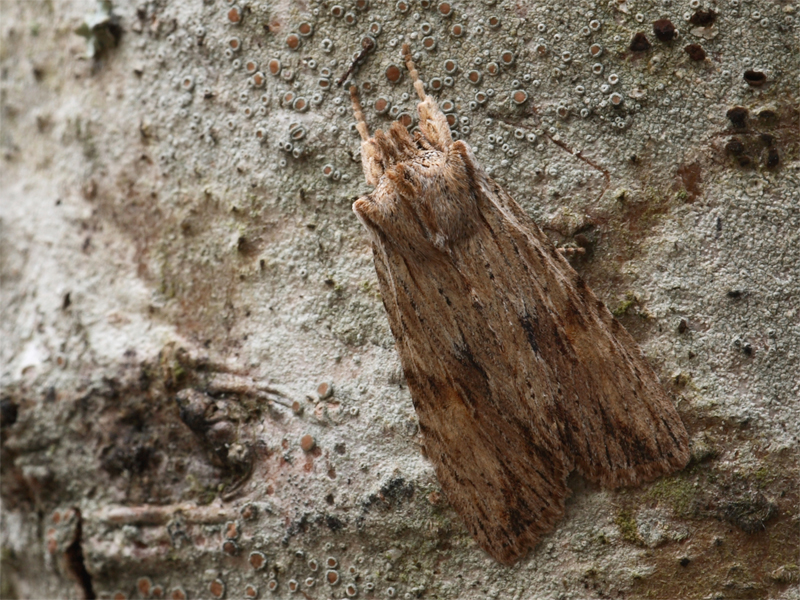
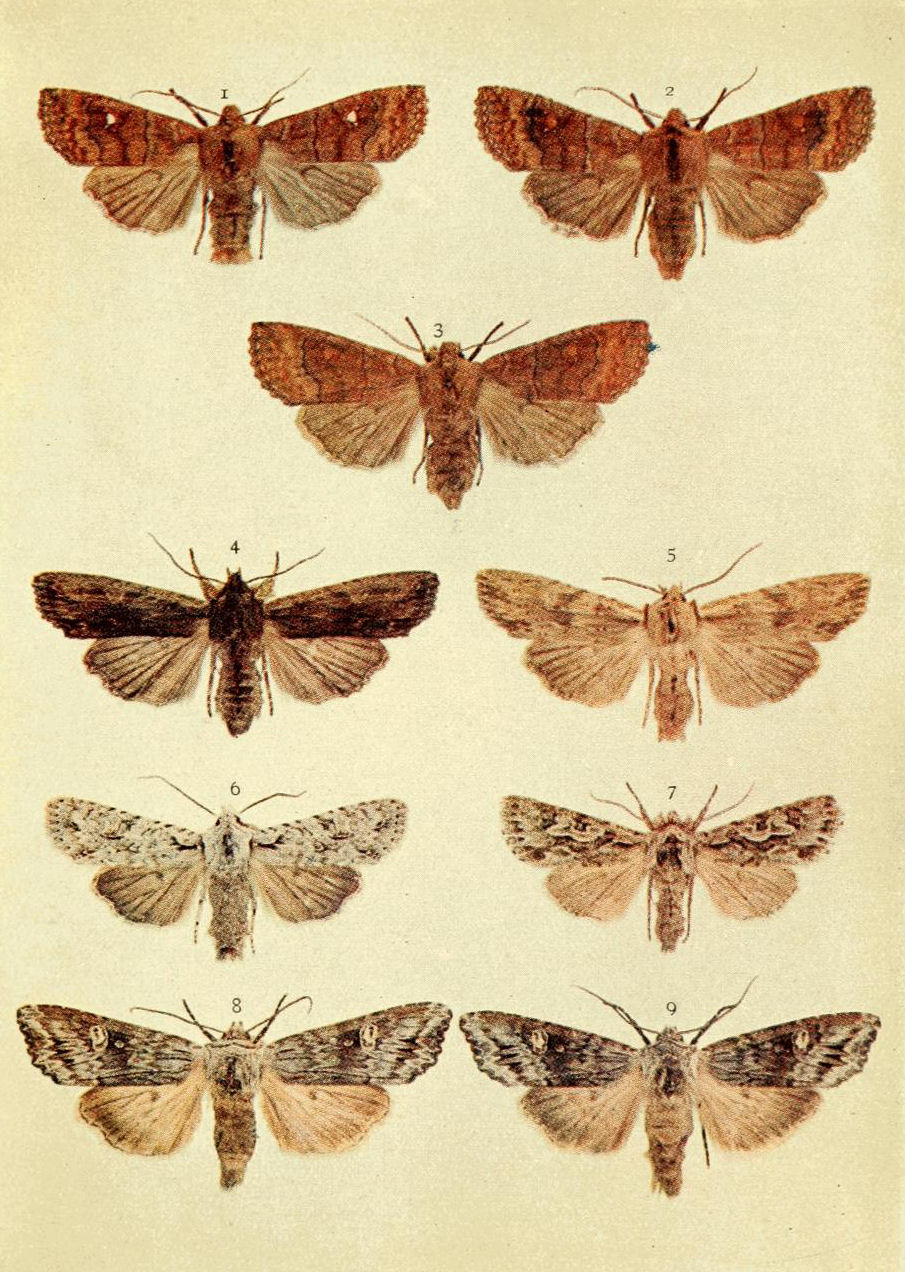